# Căpitan (fotbal)

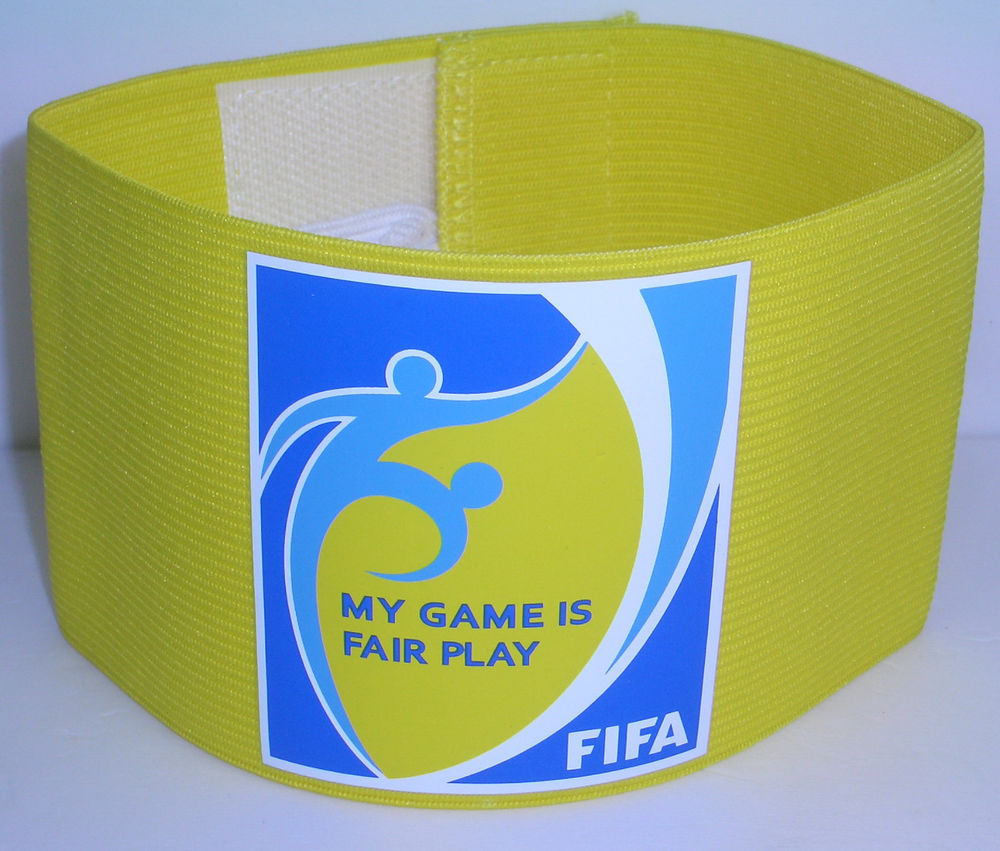
Banderola căpitanului

Căpitanul unei echipe de fotbal este acel jucător care servește drept lider în timpul meciurilor. De obicei, cel ales este un fotbalist mai în vârstă sau cu experiență, sau un jucător care poate influența decisiv un meci. Căpitanul echipei este, de regulă, identificabil prin banderola specifică.

## Responsabilități

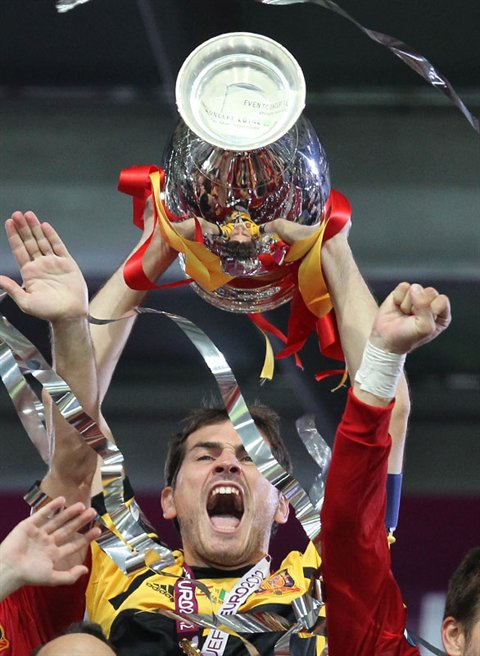
Iker Casillas ridicând trofeul CE 2012, din postura de căpitan al Spaniei

Singura responsabilitate oficială a căpitanului specificată de regulile fotbalului este aceea de a participa la aruncarea cu banul înainte de începerea jocului (pentru alegerea terenului) și înainte de loviturile de departajare. Contrar a ceea ce este susținut, uneori, căpitanii nu au nici o autoritate specială de a contesta deciziile arbitrului. Cu toate acestea, arbitrii vor vorbi uneori cu căpitanul unei părți cu privire la comportamentul general al echipei sale. De asemenea, orice trofeu câștigat de o echipă va fi primit de către căpitan la ceremonia de premiere.
În fotbalul de tineret sau recreațional, căpitanul deseori preia sarcini, care la un nivel mai înalt ar fi preluate de antrenor. Căpitanul este punctul de unire al unei echipe: dacă moralul este scăzut depinde de căpitan să impulsioneze echipa.
De asemenea, căpitanii se pot sfătui cu antrenorul în alegerea echipei de start și a tacticii pentru un meci anume.
Căpitanul ia apărarea echipei în fața antrenorului când aceștia fac o greșeală care normal ar trebui să fie sancționată.